# Hilary Caldwell

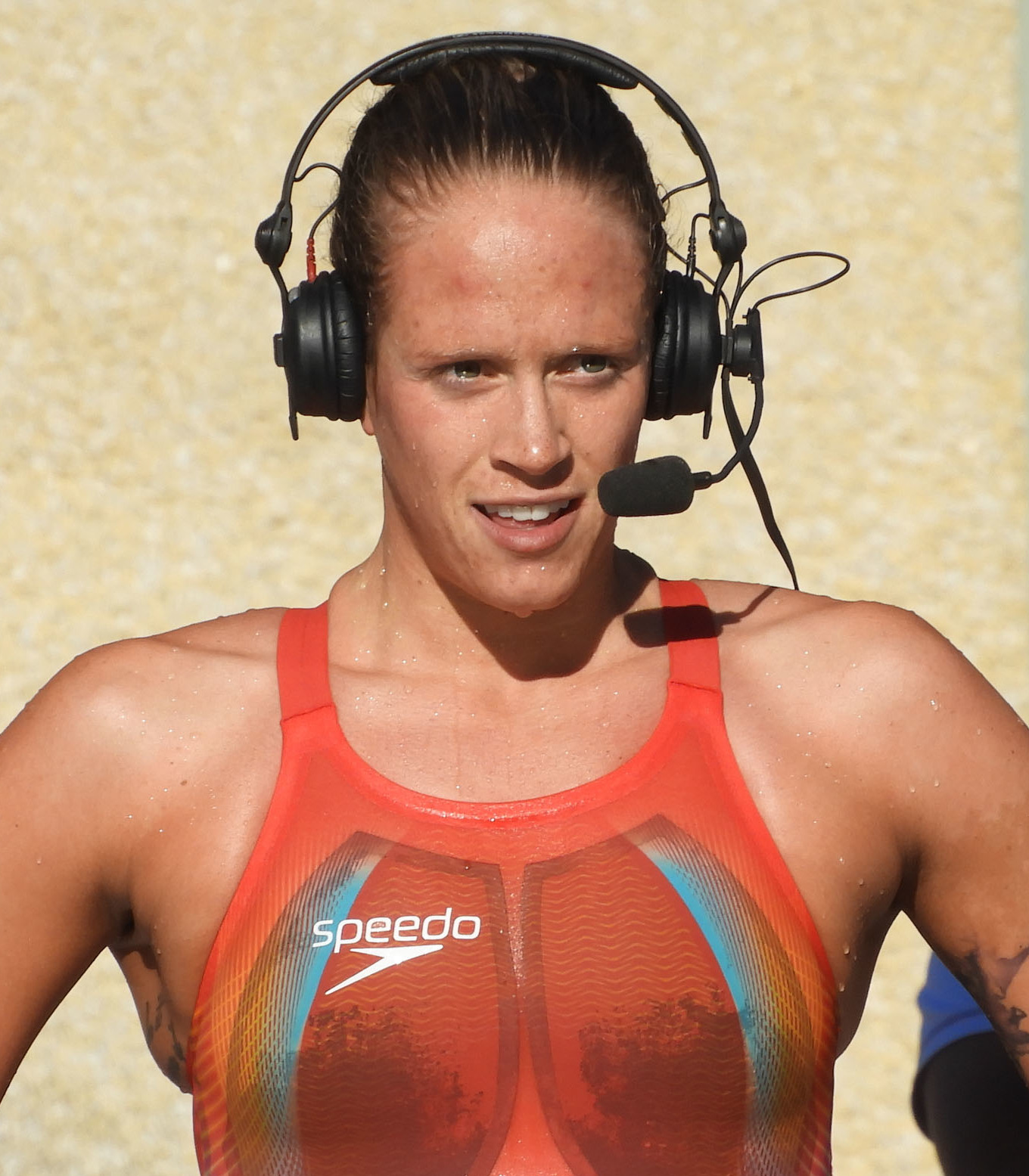
Hilary Caldwell (2017)

Hilary Caldwell (* 13. März 1991 in London, Ontario) ist eine ehemalige kanadische Schwimmerin. Sie gewann bei Olympischen Spielen, bei Weltmeisterschaften und bei Commonwealth Games jeweils eine Bronzemedaille. Hinzu kam eine Goldmedaille bei Panamerikanischen Spielen und eine Silbermedaille bei Weltmeisterschaften auf der 25-Meter-Bahn.

## Sportliche Karriere
Hilary Caldwell nahm 2011 als Studentin der University of Victoria an der Universiade in Shenzhen teil und belegte den zweiten Platz über 200 Meter Rücken. Im Jahr darauf schied Caldwell bei den Olympischen Spielen 2012 in London über 200 Meter Rücken als 18. im Vorlauf aus. Für den 16. Platz, der für das Erreichen des Halbfinales nötig gewesen wäre, fehlten Caldwell 0,15 Sekunden. 2013 bei den Weltmeisterschaften in Barcelona gewann über 200 Meter Rücken Missy Franklin aus den Vereinigten Staaten. 0,14 Sekunden hinter der Australierin Belinda Hocking schlug Caldwell als Dritte an. Mit der 4-mal-100-Meter-Lagenstaffel belegte Caldwell den siebten Platz.
Im Juli 2014 fanden die Commonwealth Games in Glasgow statt. Caldwell schied über 50 und 100 Meter Rücken im Halbfinale aus. Über 200 Meter Rücken wurde sie Dritte hinter Belinda Hocking und deren Landsfrau Emily Seebohm. Einen Monat später fanden die Pan Pacific Swimming Championships in Gold Coast statt. Caldwell wurde Fünfte über 200 Meter Rücken und Sechste über 100 Meter Rücken. Ende 2014 bei den Kurzbahnweltmeisterschaften in Doha schied Caldwell über 100 Meter Rücken im Halbfinale aus, wurde Sechste über 200 Meter und kam über 50 Meter Rücken nicht über den Vorlauf hinaus. Im Juli 2015 siegte Caldwell über 200 Meter Rücken bei den Panamerikanischen Spielen in Toronto. Über 100 Meter Rücken belegte sie den fünften Platz, einen Platz hinter ihrer Landsfrau Dominique Bouchard. 14 Tage später begannen die Weltmeisterschaften in Kasan. Dort scheiterte Caldwell über 100 Meter Rücken im Halbfinale. Über 200 Meter Rücken wurde sie Siebte.
Bei den Olympischen Spielen 2016 in Rio de Janeiro war Caldwell sowohl im Vorlauf als auch im Halbfinale über 200 Meter Rücken jeweils die Zweitschnellste hinter der Ungarin Katinka Hosszú. Im Finale siegte Maya DiRado aus den Vereinigten Staaten mit 0,06 Sekunden Vorsprung vor Hosszú. Anderthalb Sekunden dahinter schlug Caldwell als Dritte an. Ende 2016 fanden in Windsor die Kurzbahnweltmeisterschaften 2016 statt, Caldwell erreichte den vierten Platz über 200 Meter Rücken. In der 4-mal-100-Meter-Lagenstaffel war Caldwell nur im Vorlauf am Start, im Finale schwamm Kylie Masse die Rückenlage. Da die kanadische Staffel im Endlauf den zweiten Platz belegte, erhielt auch Caldwell eine Silbermedaille. 2017 bei den Weltmeisterschaften in Budapest schied Caldwell über 100 Meter Rücken im Halbfinale aus. Über 200 Meter Rücken wurde sie Sechste. 2018 bei den Commonwealth Games in Gold Coast ging Caldwell zum letzten Mal an den Start. Sie wurde Fünfte über 200 Meter Rücken, war damit aber nur drittbeste Kanadierin, denn Kylie Masse siegte vor Taylor Ruck.